# العلاقات الإيرانية الليختنشتانية
العلاقات الإيرانية الليختنشتانية هي العلاقات الثنائية التي تجمع بين إيران وليختنشتاين.

## مقارنة بين البلدين
هذه مقارنة عامة ومرجعية للدولتين:
| وجه المقارنة                                              | إيران                    | ليختنشتاين                                 |
| --------------------------------------------------------- | ------------------------ | ------------------------------------------ |
| المساحة (كم2)                                             | 1.65 مليون               | 16                                         |
| عدد السكان (نسمة)                                         | 79.97 مليون              | 37.47 ألف                                  |
| الكثافة السكانية (ن./كم²)                                 | 48.47                    | 234.19 ألف                                 |
| العاصمة                                                   | طهران                    | فادوتس                                     |
| اللغة الرسمية                                             | لغة فارسية               | اللغة الألمانية                            |
| العملة                                                    | ريال إيراني              | فرنك سويسري                                |
| الناتج المحلي الإجمالي (بليون دولار)                      | 439.51 مليار             | 6.29 مليار                                 |
| الناتج المحلي الإجمالي (تعادل القوة الشرائية) بليون دولار | 1.36 تريليون             |                                            |
| الناتج المحلي الإجمالي الاسمي للفرد دولار أمريكي          |                          |                                            |
| الناتج المحلي الإجمالي للفرد دولار أمريكي                 |                          |                                            |
| مؤشر التنمية البشرية                                      | 0.766                    | 0.908                                      |
| رمز المكالمات الدولي                                      | +98                      | +423                                       |
| رمز الإنترنت                                              | .ir،                     | .li                                        |
| المنطقة الزمنية                                           | ت ع م+03:30، توقيت إيران | توقيت وسط أوروبا، ت ع م+01:00، ت ع م+02:00 |

## منظمات دولية مشتركة
يشترك البلدان في عضوية مجموعة من المنظمات الدولية، منها:
| علم المنظمة | اسم المنظمة                   | تاريخ انضمام إيران | تاريخ انضمام ليختنشتاين |
| ----------- | ----------------------------- | ------------------ | ----------------------- |
|             | الاتحاد البريدي العالمي       | ?                  | ?                       |
|             | منظمة الشرطة الجنائية الدولية | ?                  | ?                       |
|             | منظمة حظر الأسلحة الكيميائية  | ?                  | ?                       |
|             | الأمم المتحدة                 | 24 أكتوبر 1945     | 18 سبتمبر 1990          |

## وصلات خارجية
- موقع وزارة الخارجية الإيرانية